# بیت ادامه دارد (ترانه سانی اند شر)
«موسیقی ادامه دارد» (انگلیسی: The Beat Goes On) ترانه‌ای از گروه دونفره موسیقی سانی اند شر است. این ترانه در ژانویه ۱۹۶۷ به‌عنوان تک‌آهنگ ازطریق آتکو رکوردز منتشر شد و در رتبه شش ۱۰۰ آهنگ داغ بیلبورد قرار گرفت. همچنین این ترانه توسط بریتنی اسپیرز بازخوانی شده است.